# 興寧郡
兴宁郡，中国古代的郡。
东晋晋成帝时，分云南郡置兴宁郡，属宁州。治所在弄栋县（今云南姚安县西北十七里旧城）。辖境约当今云南省楚雄彝族自治州西部姚安县一带。南朝齐移治在青蛉县（今云南省大姚县）。南朝梁末废除兴宁郡。